# IC 980
IC 980 је елиптична галаксија у сазвјежђу Дјевица која се налази на листи објеката дубоког неба у Индекс каталогу.
Деклинација објекта је - 7° 20' 31" а ректасцензија 14h 10m 22,3s. Привидна величина (магнитуда) објекта IC 980 износи 14,5 а фотографска магнитуда 15,5. IC 980 је још познат и под ознакама NPM1G -07.0427, PGC 1020574.